# Jean Daffis (mort en 1614)
Jean Daffis (né vers 1554 à Bordeaux, mort à Lombez le 1er février 1614), est un ecclésiastique, qui fut coadjuteur en 1594 puis évêque de Lombez de 1597 à 1614.

## Biographie
Jean Daffis ou d'Affis appartient à une ancienne famille de Toulouse entrée dans le Capitoulat en 1443. Il est le fils de Jean (I) Daffis († 1581), seigneur de Belvèze et premier président du Parlement de Toulouse et de sa première épouse Jeanne Fourcauld. Il est chanoine de la basilique Saint-Sernin de Toulouse, prévôt du chapitre de la cathédrale Saint-Étienne de Toulouse, vicaire général du cardinal de Joyeuse. 
Il devient le 19 janvier 1594 le coadjuteur de l'évêque de Lombez Pierre de Lancrau et il est nommé à ce titre évêque titulaire d'Auzia. Il succède dans le diocèse de Lombez le 10 novembre 1597. À sa mort en 1614, il est inhumé dans le chœur de la cathédrale de Toulouse.